# 東海別墅夜市
24°10′53″N 120°35′33″E / 24.1815013°N 120.5926084°E
東海別墅夜市，簡稱東海夜市或東別，是一座位於東海大學校園西側的商圈型態夜市。主要範圍是臺灣大道四段交接東園巷（臺灣大道五段3巷）、新興路並延伸至國際街與遊園南路，緊鄰台中產業園區，最熱鬧的地段為東園巷與新興路交叉路口處。
東海別墅商圈，簡稱東海商圈，其商圈形成早於東海別墅夜市，為台中市著名商圈之一。東海商圈的知名美食有遠近馳名的雞腳凍與東山鴨頭，同時也有新穎、精美又價廉的商品可供選購，是學生與觀光客的經常去處。另外還有許多東海獨特的小吃，像是大雞排堡 雞腳凍 刈包、芋圓仙草凍、彎豆冰……等。

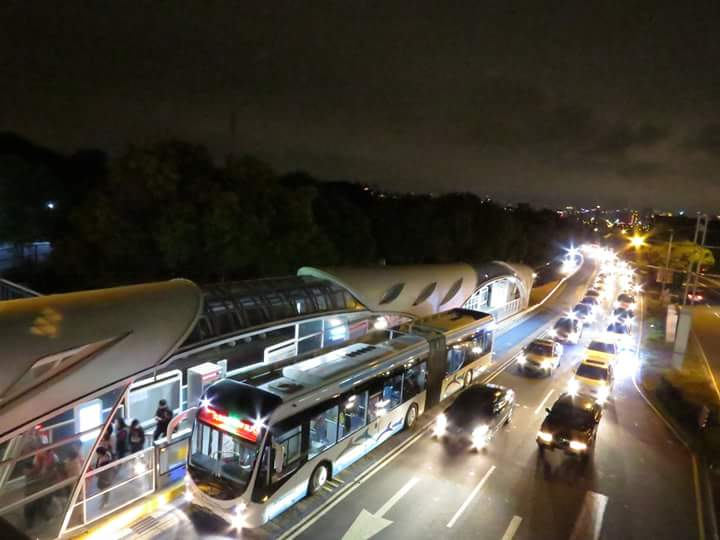
東海別墅夜市聯外BRT站

## 歷史
1974年10月25日，康橋建設事業公司公布「東海花園別墅」（簡稱東海別墅，後來夜市以此命名）建案，其定位為大型高級社區。1975年6月，竣工並交屋。隨後，東海大學的學生外宿需求日增，東海別墅開始有屋主將空房轉租給學生。至1984年為止，已有3500名學生入住東海別墅。。
1988年，國際城一帶，已有定期設攤的夜市。除了原本的外宿學生，外來的上班族與逢甲、靜宜的學生也紛紛遷入，當地不少住屋趁勢改建為新的學生公寓。
1991年，人口已達萬人，並帶動各項娛樂業相繼開設，如電玩店、KTV、MTV、撞球室、泡沬紅茶店、PUB店等，攤販也在其周邊聚集起來。但由於這些攤販未經過規劃，常影響週邊交通，因此歷年來屢遭公權力的拆除與驅離，但不久又再度聚集營業。2011年，有業者看上商圈內的東海夜市所帶來的大量人潮與商機，遂在東海商圈出入口正對面的空地上規劃出一座新夜市，命名為東海人文觀光夜市。

## 周邊景點

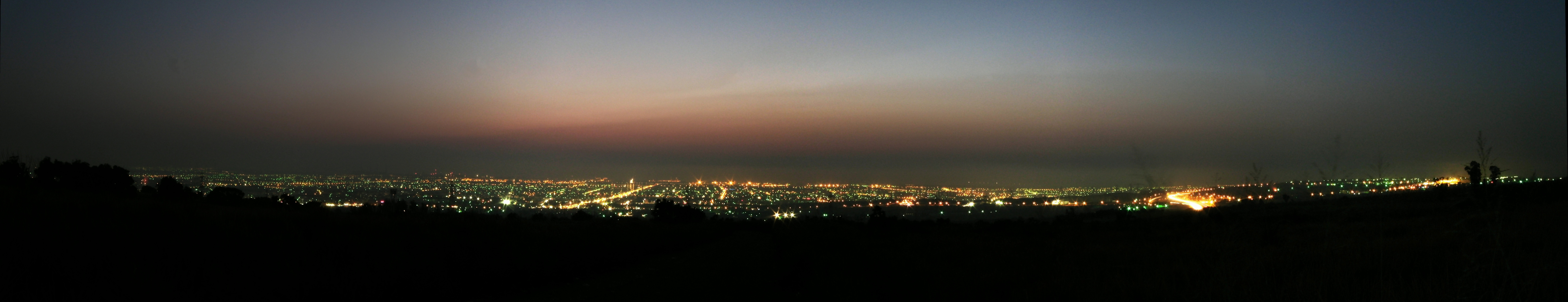
大肚山夜景

以下是東海夜市附近的觀光景點：
- 東海大學（文理大道、東海牧場、路思義教堂）
- 東海藝術街商圈
- 台中都會公園
- 大肚山夜景（中科水塔、望高寮夜景公園）

## 交通
開車路線
- 由台中交流道下，順著臺灣大道四段往沙鹿方向，直行後經過東海大學門口，繼續直走到達臺灣大道五段3巷與國際街交叉路口，左轉即可到達東海夜市。[17]
- 由龍井交流道下，往台中方向經中興路右轉臺灣大道五段，直走到與國際街交叉路口，右轉即可到達東海夜市。

臺中市市區公車
東海別墅或東海商圈
- 台中客運：28、60、300、304、307、309、310、323、324、325、659
- 統聯客運：301、303、308、309、310、359
- 中台灣客運：358、658
- 東南客運：67
- 中鹿客運：361
- 巨業交通：305、306、309、310

## 外部連結
- （繁體中文）魅力商圈[] （臺中市政府）
- （繁體中文）玩台中-東海商圈美食地圖 （页面存档备份，存于）
- （繁體中文）東海夜市線上逛街Q版夜市地圖 （页面存档备份，存于）